# Ріккардо Караччоло
Ріккардо Караччоло (італ. Riccardo Caracciolo; д/н — 18 травня 1395) — антимагістр ордену госпітальєрів у 1383—1395 роках.

## Життєпис
Походив зі неаполітанського шляхетського Караччоло Россі. За різними відомостями син Антоніо Караччоло, графа Джераче, і Марії Буондельмонте, або нащадком Нікколо Караччоло ді Капуа, камергера, маршала і радника короля Роберта, і Матті ді Джованні ді Франко.
Замолоду став членом ордену госпітальєрів. 14 січня 1366 року призначається командором Ноли і Марільяно, Сан-Джованні-ді-Беневенто і шпиталю Капрара.
У 1374 році отримав посаду командора Чіччано. 1378 року призначається пріором Капуї і 23 серпня 1381 року знову затверджено на цій посаді ще на 10 років.
З початком Великої схизми 15 грудня 1382 папа Урбан VI оголосив великого магістра Хуана Фернандеса де Ередіа, який перейшов на бік антипапи Климента VII, позбавленим влади, заборонивши ордену будь-які зносини з ним. У квітні 1383 року папа римський в Вальмонтоне призначив Караччоло новим великим магістром. За розпорядженням понтифіка, той 28 березня 1384 року скликав в Неаполі генеральний капітул, в якому брали участь Франческо Пескечелло, пріор Мессіни, прокуратори пріоратів Барлетта і Риму, представники Ломбардії, Пізи і Венеції, оскільки тамтешні пріори залишалися вірними Ередіа. Також було близько 12 командорів і стільки ж лицарів «мови» (провінції) Італія. Новий великий магістр прочитав буллу про своє призначення, потім прийняв присягу і змусив присутніх присягнути папі римському. Серед іншого, капітул ухвалив передати магістру командорство Поліцці в пріораті Мессіни як резиденцію ордену, з річним доходом в 3 тис. флоринів з пріорату Капуї і Мессіни і командорства Неаполя.
В умовах схизми головним завданням Ріккардо Караччоло стало домогтися свого визнання більшістю пріорств в Європі. Спочатку це зробив Земовіт Цешинський, великий пріор Богемії, якого призначили лейтенантом великого магістра і скарбником на тих територіях Священної Римської імперії, де визнали Урбана VI, але де лицарі ордену були на боці Климента VII. 3 квітня 1384 року англійські госпітальєри визнали Караччоло, а 28 липня 1384 року це зробив пріорат Ірландії, відповідно в Аквітанії його підтримали землі, підвладні англійському королю — область Гієні навколо Бордо.
До резиденції ордену на Родосі з повідомленням про позбавлення влади Ередіа і призначення Караччоло було відправлено Рібальді Ваньону, командор Сан-Леонардо-ін-Сачіле, і Лелло ді Ронкастальдо, командора Імоли. Джорджо ді Чева, призначений Урбаном VI адміністратором Кіпру, виступив посередником, але посланців схопили і відіслали до Авіньйону, де перебував Ередіа. Той передав їх папському трибуналу. Їх засудили до кількох років тюремного ув'язнення, але померли в 1384—1385 роках.
Згодом Караччоло визнали пріори в Угорському королівстві та низка приставств в Німеччині, 1386 році на бік Ріккардо Караччоло перейшов Конрад фон Браунсберг, великий пріор Німеччини. Важливу підтримку антимагістр отримав від Нікколо Москіно Караччоло, який став протектором ордену. У липні 1389 році його змінив впливовий неаполітанський кардинал Енріко Мінутолі.
На прохання Урбана VI 1 листопада 1386 року Караччоло скликав в Генуї новий Генеральний капітул, але чи зібрався він, невідомо. Сам великий магістр перебував при папському дворі в Римі.
За часів нового папи римського Боніфація IX виконував дипломатичні і посередницькі місії. отримавши посаду папського мажордома. 29 травня 1391 року Караччоло було доручено виступити посередником між Флорентійської республіки і Джан Галеаццо Вісконті з повноваженнями призначати арбітраж з загрозою інтердикту. Перемовини в Генуї почалися у вересні 1391 року. У січні 1392 року домігся миру, вигідного Флоренції.
У березні 1392 року в супроводі флорентійських послів вирушив до Перуджі, де йому вдалося укласти договір з урядом, який Боніфацій IX ратифікував 6 серпня 1392 року. Разом з тим не мав успіху в спробі домогтися компромісу в суперечці між родами Монтефельтро і Малатеста.
1395 року в розпал підготовки поїздки до Угорщини раптово помер в Римі (за іншими відомостями — в Неаполі). Був похований в давньоримському саркофазі перед церквою римського пріорату на Авентинській вулиці в Санта-Марія-дель-Пріорат. Новим антимагістром став Бартоломео Карафа делла Спіна.